# Kamen Rider (temporada de 1971)
Kamen Rider (仮面ライダー Kamen Raidā?) es el título de la 1.ª temporada de la franquicia Kamen Rider, una de las más populares series japonesas del género Tokusatsu. Se trata de un saltamontes guerrero biónico que combate el mal a bordo de su motocicleta Cyclone.

## Argumento
La historia ocurre en un mundo plagado por agentes de Shocker, una organización misteriosa terrorista. Para asistir a su plan en la dominación del mundo, Shocker recluta agentes de secuestro, para llevar a sus víctimas y transformarlos en cyborgs mutantes y, en última instancia, lavarles el cerebro. Sin embargo, Takeshi Hongō, una de las víctimas consigue escapar momentos antes del paso final.
Con su cordura y el restante de su conciencia moral, Hongō asume la identidad del Kamen Rider, quien monta su motocicleta Cyclone y lucha contra Shocker con sus energías recientemente adquiridas.
Más tarde, shocker secuestraría al fotógrafo Hayato Ichimonji, para transformarlo en un cyborg y así este logre derrotar a Kamen Rider, pero Hongo lo rescata, e Ichimonji también se convertiría en Kamen Rider, con lo que Hongo lo dejó al cuidado de la tierra.  Más tarde, Hongo vuelve, y unen fuerzas, y forman el primer equipo de Kamen Riders, aunque este equipo aparecía solo en algunos episodios, pero eran episodios constantes.
Más tarde, los Double Riders derrotan a Shocker, pero no a su líder, el cual forma una nueva organización: Gelshocker.
Al final de la serie, logran desenmascarar al líder de Shocker y Gelshocker, y lo destruyen, logrando así la paz definitiva.

## Personajes

### Riders
- Takeshi Hongō (本郷 猛 Hongō Takeshi?)/Kamen Rider 1 (仮面ライダー１号 Kamen Raidā Ichigō?): Takeshi era un estudiante de química que gozaba de andar en su motocicleta, pero su dicha termina a la hora de que la Organización Shocker lo secuestra. Lo operan para transformarlo en un Cyborg, pero el escapa, y gracias a su operación, Hongo se transforma en Kamen Rider 1.
- Hayato Ichimonji (一文字 隼人 Ichimonji Hayato?)/Kamen Rider 2 (仮面ライダー２号 Kamen Raidā Nigō?): Hayato gozaba de su vida como fotógrafo, pero, al igual que Hongo, fue capturado por Shocker. La intención era operar a Ichimonji, para así transformarlo en un cyborg que derrote a Kamen Rider 1, pero el mismo Kamen Rider 1 lo rescata. Gracias a la operación, Ichimonji se transforma en Kamen Rider 2.

### Aliados
- Tōbei Tachibana (立花 藤兵衛 Tachibana Tōbee?): Tōbei es el dueño del Club Motocicletas Tachibana, y es quien entrena a Hongo como motociclista, y también lo asiste en Batalla. Lo cual también hizo con Ichimonji, cuando él se convirtió en Rider.
- Kazuya Taki (滝 和也 Taki Kazuya?): Agente del FBI y viejo amigo de Hongo, ayuda a los riders en su lucha contra Shocker/Gel-Shocker.
- Profesor Midorikawa (緑川博士 Midorikawa Hakase?): Un antiguo científico de Shocker que ayudó a escapar a Takeshi.
- Ruriko Midorikawa (緑川 ルリ子 Midorikawa Ruriko?): Es la hija del Profesor Midorikawa.

### Villanos
- Shocker (ショッカー Shokkā?): Es una organización malvada que planea dominar el mundo mediante sus monstruos, los cuales son seres humanos mutados. Uno de ellos, Takeshi Hongō, se escapa y se transforma en Kamen Rider.
  - Gran líder de Shocker (ショッカー首領 Shokkā Shuryō?): Es el misterioso gobernante de la organización y la primera reencarnación del Gran Líder, tras la destruccíon de Shocker forma una alianza con Geldam y conforma la organización Gel-Shocker.
  - Coronel Zol (ゾル大佐 Zoru Taisa?): Es el líder de la rama del Medio Oriente de Shocker, su verdadera forma es la de un hombre lobo.
  - Doctor Shinigami (死神博士 Shinigami Hakase?): Es el líder de la rama suiza de Shocker.
  - Ambassador Hell (地獄大使 Jigoku Taishi?): Es el líder de la rama de la costa Oeste de Estados Unidos de Shocker.
- Gel-Shocker (ゲルショッカー Geru Shokkā?): Esta organización sería la sucesora de Shocker, luego de que esta fuera destruida por los Double Riders.
  - Geldam (ゲルダム団 Gerudamu?): Es una malvada organización que se fusiona con Shocker.
  - General Black (ブラック将軍 Burakku Shōgun?): Es un miembro de alto rango que supervisa las acciones de Gel-Shocker en África.

## Episodios
1. El Misterioso Hombre Araña (怪奇蜘蛛男, Kaiki Kumo Otoko)
2. El Terrorífico Hombre Murciélago (恐怖蝙蝠男, Kyōfu Kōmori Otoko)
3. El Monstruo, Hombre Escorpión (怪人さそり男, Kaijin Sasori)
4. Canibalísmo, Sarasenian (人喰いサラセニアン, Hitokui Sarasenian)
5. El Monstruo, Hombre Mantis (怪人かまきり男, Kaijin Kamakiri Otoko)
6. El Asesino Mortal, Camaleón (死神カメレオン, Shinigami Kamereon)
7. ¡Duelo con el Asesino Mortal, Camaleón! Impresión en el Mundo (死神カメレオン決闘! 万博跡, Shinigami Kamereon Kettō! Banpaku Seki)
8. ¡Extrañesa! Mujer Abeja (怪異! 蜂女, Kaii! Hachi Onna)
9. El Terrorífico Hombre Cobra (恐怖コブラ男, Kyōfu Kobura Otoko)
10. El Revivido Hombre Cobra (よみがえるコブラ男, Yomigaeru Kobura Otoko)
11. Aspiración de Sangre, Gebacondor (吸血怪人ゲバコンドル, Kyūketsu Kaijin Gebakondoru)
12. El Asesino, Yagomelas (殺人ヤモゲラス, Satsujin Yamogerasu)
13. Lizardron y el Ejército del Gran Monstruo (トカゲロンと怪人大軍団, Tokageron to Kaijin Dai Gundan)
14. Incursión del Demonio Sabotegron (魔人サボテグロンの襲来, Majin Saboteguron no Shūrai)
15. Contraataque, Sabotegron (逆襲サボテグロン, Gyakushū Saboteguron)
16. Luchador del Demonio, Pirasaurio (悪魔のレスラーピラザウルス, Akuma no Resurā Pirazaurusu)
17. Pelea de la muerte en el anillo: ¡Derrota! Pirasaurio(リングの死闘倒せ! ピラザウルス, Ringu No Shitō Taose! Pirazaurusu)
18. El Hombre Fósil: Mandanger (化石男ヒトデンジャー, Kaseki-Otoko Hitodenjā)
19. El Monstruo Crabbubbler aparece en Hokkaido (怪人カニバブラー北海道に現る, Kaijin Kanibaburā Hokkaidō ni Arawaru)
20. El Monstruo Respirador de Fuego: Dokugander (火を吹く毛虫怪人ドクガンダー, Hi o Fuku Kemushi Kaijin Dokugandā)
21. Dokugander, Confrontación en el Castillo Osaka (ドクガンダー 大阪城の対決!, Dokugandā Ōsaka-jō no Taiketsu!)
22. La Sospechosa Amazonia (怪魚人アマゾニア, Kai Kyojin Amazonia)
23. El Monstruo Volador Musasabedol (空飛ぶ怪人ムササビードル, Soratobu Kaijin Musasabīdoru)
24. El Monstruo Venenoso Mushroommolg (猛毒怪人キノコモルグの出撃!, Mōdoku Kaijin Kinokomorugu no Shutsugeki!)
25. ¡Derrota a Mushroommolg! (キノコモルグを倒せ!, Kinokomorugu o Taose!)
26. El Terrorífico Antlion (恐怖のあり地獄, Kyōfu no Ari Jigoku)
27. Mukadelas, el Monstruo en Clases (ムカデラス怪人教室, Mukaderasu Kaijin Shōshitsu)
28. El Monstruo Subterráneo Molerang (地底怪人モグラング, Chitei Kaijin Mogurangu)
29. El Monstruo Eléctrico Jellyfishdall (電気怪人クラゲダール, Denki Kaijin Kuragedāru)
30. El Fósil Revivido, Trilobito Sangriento (よみがえる化石吸血三葉虫, Yomegaeru Kaseki Kyūketsu San'yōchū)
31. Duelo Mortal con el Demonio Arigabari! (死斗! ありくい魔人アリガバリ, Shitō! Arikui Majin Arigabari)
32. La Flor Caníbal, Dokudalian (人喰い花ドクダリアン, Hitokui Hana Dokudarian)
33. El Monstruo de Acero, Armadillong (鋼鉄怪人アルマジロング, Kōtetsu Kaijin Arumajirongu)
34. ¡Japón en Peligro! La Invasión de Toadgiller (日本危うし! ガマギラーの侵入, Nihon Ayaushi! Gamagirā no Shinnyū)
35. La Reina Hormiga Asesina, Archimedes (殺人女王蟻アリキメデス, Satsujin Joōari Arikimedesu)
36. La Momia Resucitada, Egyptus (いきかえったミイラ怪人エジプタス, Ikikaetta Miira Kaijin Ejiputasu)
37. El Plan G del Monstruo de Gas Venenoso, Trickabuto (毒ガス怪人トリカブトのG作戦, Dokugasu Kaijin Torikabuto no Jī Sakusen)
38. El Plan Oscuro del Monstruo Veloz, Rayking (稲妻怪人エイキングの世界暗黒作戦, Inazuma Kaijin Eikingu no Sekai Ankoku Sakusen)
39. La Fiesta de Asesinatos del Hombre Lobo (怪人狼男の殺人大パーティー, Kaijin Ōkami Otoko no Satsujin Dai Pātī)
40. ¡Duelo mortal! El Hombre de Nieve vs. Dos Riders (死斗! 怪人スノーマン対二人のライダー, Shitō! Kaijin Sunōman Tai Futari no Raidā)
41. Magma Monstruo, Batalla Decisiva en Sakurajima (マグマ怪人ゴースター 桜島大決戦, Maguma Kaijin Gōsutā Sakurajima Dai Kessen)
42. El Mensajero del Demonio, el Misterioso Hombre Mosca (悪魔の使者 怪奇ハエ男, Akuma no Shisha Kaiki Hae Otoko)
43. El Ataque del Misterioso Hombre Pájaro, Pranodon (怪鳥人プラノドンの襲撃, Kai Chōjin Puranodon no Shūgeki)
44. El Monstruo Cementerio, Moldbinga (墓場の怪人カビビンガ, Hakaba no Kaijin Kabibinga)
45. El Plan de Gas Explosivo del Monstruo Namewhale (怪人ナメクジラのガス爆発作戦, Kaijin Namekujira no Gasu Bakuhatsu Sakusen)
46. ¡¡Arreglo de Cuentas!! El Monstruo de la Montaña Nevada Bearconger (対決!! 雪山怪人ベアーコンガー, Taiketsu!! Yukiyama Kaijin Beākongā)
47. El Llamado de la Muerte del Demonio Todogiller (死を呼ぶ氷魔人トドギラー, Shi o Yobu Kōri Majin Todogirā)
48. El Pantano Sangriento, Leechguerilla (吸血沼のヒルゲリラ, Kyūketsu Numa no Hirugerira)
49. El Monstruo Caníbal, Anémona del Mar (人喰い怪人イソギンチャック, Hitokui Kaijin Isoginchakku)
50. El Asesino Programa Aurora del Monstruo Turtlestone (怪人カメストーンの殺人オーロラ計画, Kaijin Kamisutōn no Satsujin Ōrora Keikaku)
51. El Monstruo de Piedra Unicornos vs. la Double Rider Kick (石怪人ユニコルノス対ダブルライダーキック, Ishi Kaijin Yunikorunosu Tai Daburu Raidā Kikku)
52. Yo soy el Misterioso Hombre Pájaro Gilgalass (おれの名は 怪鳥人ギルガラスだ!, Ore no Na wa Kai Chōjin Girugarasu)
53. El Monstruo Jaguarman, listo para la Guerra de Motocicletas (怪人ジャガーマン決死のオートバイ戦, Kaijin Jagāman Kesshi Ōtobai Ikusa)
54. La Aldea Fantasma vs. El Hombre Serpiente de Mar (ユウレイ村の海蛇男, Yūrei Mura no Umihebi Otoko)
55. ¡¡El Hombre Cucaracha!! La Terrorífica Bacteria Ad-Ballon (ゴキブリ男!! 恐怖の細菌アドバルーン, Gokiburi Otoko!! Kyōfu no Saikin Adobarūn)
56. La Mariposa Venenosa del Amazonas Gireera (アマゾンの毒蝶ギリーラ, Amazon no Doku Chō Girīra)
57. El Hombre Araña Terrestre Poisonmondo (土ぐも男ドクモンド, Tsuchigumo Otoko Dokumondo)
58. El Monstruo Lagarto Venenoso, ¡¡Duelo en el Valle del Miedo!! (怪人毒トカゲ おそれ谷の決闘!!, Kaijin Doku Tokage Osore Tani no Kettō!!)
59. El Monstruo del Pantano, ¡¡El Hombre Gusano!! (底なし沼の怪人ミミズ男!, Sokonashi Numa no Kaijin Mimizu Otoko!)
60. Los Rayos-X Asesinos del Misterioso Hombre Búho (怪奇フクロウ男の殺人レントゲン, Kaiki Fukurō Otoko no Satsujin Rentogen)
61. El Infierno Eléctrico del Monstruo Catfishgiller '(怪人ナマズギラーの電気地獄, Kaijin Namazugirā no Denki Jigoku)
62. El Plan de Asesinato del Monstruo Hedgehoras (怪人ハリネズラス 殺人どくろ作戦, Kaijin Harinezurasu Satsujin Dokuro Sakusen)
63. La Carrera de la Muerte del Monstruo Rhinogang (怪人サイギャング 死のオートレース, Kaijin Saigyangu Shi no Ōtorēsu)
64. La Canción Asesina del Monstruo Cicadaminga (怪人セミミンガ みな殺しのうた!, Kaijin Semiminga Mina Koroshi no Uta)
65. El Doctor Insecto y la Escuela Shocker (怪人昆虫博士とショッカースクール, Kaijin Konchū-hakase to Shokkā Sukūru)
66. El Cementerio de Shocker, Monstruos Revividos (ショッカー墓場よみがえる怪人たち, Shokkā Hakaba Yomigaeru Kaijin-tachi)
67. ¡Aparece el Líder de Shocker! Riders en Peligro (ショッカー首領出現!! ライダー危うし, Shokkā Shuryō Shutsugen!! Raidā Ayaushi)
68. El Doctor Asesino, ¿El verdadero significado de Terror? (死神博士恐怖の正体?, Shinigami Hakase Kyōfu no Shōtai?)
69. Las Garras de la Muerte del Monstruo Gillercricket (怪人ギラーコオロギせまる死のツメ, Kaijin Girākōrogi Semaru Shi no Tsume)
70. El Ataque de Fuego del Monstruo Eléctrico Guitarbotal (怪人エレキボタル火の玉攻撃!!, Kaijin Erekibotaru Hi no Tama Kōgeki!!)
71. La Persecución en la Montaña Rokkoudai del Monstruo Horseflygomes (怪人アブゴメス六甲山大ついせき!, Kaijin Abugomesu Rokkōdaisan Tsuiseki!)
72. El Vampírico Moquilas vs Dos Riders (吸血モスキラス対二人ライダー, Kyūketsu Mosukirasu Tai Futari Raidā)
73. ¡La Derrota de los Doble Riders! Shiomaneking (ダブルライダー 倒せ! シオマネキング, Daburu Raidā Taose! Shiomanekingu)
74. ¡¡Buena suerte, Sagrientos Monstruos de la Muerte!! El Escuadrón de Chicos Riders (死の吸血魔 がんばれ!! ライダー少年隊, Shi no Kyūketsu Ma Ganbare!! Raidā Shōnen Tai)
75. El Monstruo Flor Venenosa, Roseranga - el secreto de la Casa del Terror (毒花怪人バラランガ 恐怖の家の秘密, Doku Hana Kaijin Bararanga Kyōfu no Uchi no Himitsu)
76. ¡¡Las Tres cabezas del Monstruo Generador Seadragons!! (三匹の発電怪人シードラゴン!!, Sanbiki no Hatsuden Kaijin Shīdoragon!!)
77. El Monstruo Newgeth. ¡¡Duelo en la Granja del Infierno!! (怪人イモリゲスじごく牧場の決闘!!, Kaijin Imorigesu Jigoku Bokujō no Kettō!!)
78. El Terrible Urchindogma + el Monstruo Fantasma (恐怖のウニドグマ+ゆうれい怪人, Kyōfu no Unidoguma + Yūrei Kaijin)
79. ¡¡Embajador Infernal!! ¿El Verdeadero Significado del Miedo? (地獄大使!! 恐怖の正体?, Jigoku Taishi!! Kyōfu no Shōtai?)
80. ¡¡Gelshocker aparece!! El último día de Kamen Rider ゲルショッカー出現! 仮面ライダー最後の日!!, Gerushokkā Shutsugen! Kamen Raidā Saigo no Hi)
81. ¡Kamen Rider Muere Dos Veces! (仮面ライダーは二度死ぬ!, Kamen Raidā wa Nido Shinu!)
82. El Monstruo Lobo Medusa, la terrible hora de cometidos (怪人クラゲウルフ 恐怖のラッシュアワー, Kaijin Kurage Urufu Kyōfu no Rasshuawā)
83. El Monstruo Inokabuton, derrota a Rider con el Gas Loco (怪人イノカブトン 発狂ガスでライダーを倒せ, Kaijin Inokabuton Hakkyō Gasu de Raidā o Taose)
84. La trampa infernal del peligroso Rider Isoginjaguar (危うしライダー! イソギンジャガーの地獄罠, Ayaushi Raidā! Isoginjagā no Jigoku Wana)
85. El Monstruo de Lodo, el Terrible Gas Asesino (ヘドロ怪人恐怖の殺人スモッグ, Hedoro Kaijin Kyōfu no Satsujin Sumoggu)
86. La Cacería de Humanos del Monstruo Eaglemantis (怪人ワシカマギリの人間狩り, Kaijin Washikamagiri no Ningen Kari)
87. El Mensajero de la Muerte de Gelshocker (ゲルショッカー 死の配達人, Gerushokkā Shi no Haitatsunin)
88. ¡¡Bizarro!! El Cuadro del Gato Negro que Llama a la Sangre (怪奇! 血をよぶ黒猫の絵, Kaiki! Chi o Yobu Kuroneko no E)
89. La Estrategia Fatal. ¡Rider Cae en el Infierno! (恐怖のペット作戦 ライダーを地獄へ落とせ!, Kyōfu no Petto Sakusen Raidā o Jigoku e Otose!)
90. La Estrategia Fatal. Al Rescate de Rider (恐怖のペット作戦 ライダーSOS, Kyōfu no Petto Sakusen Raidā Esu Ō Esu)
91. Gelshocker, Alistamiento en la Escuela del Terror (ゲルショッカー恐怖学校に入学せよ, Gerushokkā Kyōfu Gakkō ni Nyūgaku Seyo)
92. ¡Atrocidad! ¡¡Kamen Riders Falsos!! (凶悪! にせ仮面ライダー!!, Kyōaku! Nise Kamen Raidā!!)
93. 8 Kamen Riders (8人の仮面ライダー, Hachinin no Kamen Raidā)
94. La Verdadera Identidad del Líder de Gelshocker (ゲルショッカー首領の正体, Gerushokkā Shuryō no Shōtai)
95. El Auto Volador del Monstruo Garaox (怪人ガラオックスの空飛ぶ自動車, Kaijin Garaokkusu no Sora Tobu Jidōsha)
96. Takeshi Hongō, ¿¡El Monstruo Cactus Expuesto!? (本郷猛 サボテン怪人にされる!?, Hongō Takeshi Saboten Kaijin ni Sareru!?)
97. Takeshi Hongō, Transformación Imposible (本郷猛変身不可能, Hongō Takeshi Henshin Funō)
98. ¡Gelshocker Aniquilada! ¡¡El Fin del Líder!! (ゲルショッカー全滅! 首領の最後!!, Gerushokkā Zenmetsu! Shuryō no Saigo!!)

### Películas
- Go Go Kamen Rider (ゴーゴー仮面ライダー Gō Gō Kamen Raidā?): Versión cinematográfica del episodio 13, estrenada el 18 de julio de 1971.
- Kamen Rider Vs. Shocker (仮面ライダーVSショッカー Kamen Raidā tai Shokkā?): A diferencia de la anterior, posee su propio argumento. Estrenada el 18 de marzo de 1972.
- Kamen Rider Vs. Ambassador Hell (仮面ライダーVS地獄大使 Kamen Raidā tai Jigoku Taishi?): Estrenada el 16 de julio de 1972.

## Reparto
- Takeshi Hongō: Hiroshi Fujioka
- Hayato Ichimonji: Takeshi Sasaki
- Tōbei Tachibana: Akiji Kobayashi
- Kazuya Taki: Jirou Chiba
- Coronel Zol: Jirou Miyaguchi
- Dr. Shinigami: Hideyo Amamoto
- Ambassador Hell: Kenji Ushio
- General Black: Matasaburou Niwa
- Profesor Midorikawa: Kiyoshi Nonomura
- Ruriko Midorikawa: Chieko Morigawa
- Voz del Líder de Shocker: Gorou Naya
- Narrador: Shinji Nakae

## Temas musicales

### Temas de apertura
- Let's Go Rider Kick (レッツゴー!!ライダーキック Rettsu Gō!! Raidā Kikku?) (Episodios 1-13)
  - Letra: Shotaro Ishinomori
  - Música: Shunsuke Kikuchi
  - Arreglos: Shunsuke Kikuchi
  - Intérprete: Hiroshi Fujioka ft. Male Harmony

- Let's Go Rider Kick (2° versión) (レッツゴー!!ライダーキック Rettsu Gō!! Raidā Kikku?) (Episodios 14-88)
  - Letra: Shotaro Ishinomori
  - Música: Shunsuke Kikuchi
  - Arreglos: Shunsuke Kikuchi
  - Intérprete: Masato Shimon ft. Male Harmony

- Rider Action (ライダーアクション Raidā Akushon?) (Episodios 89-98)
  - Letra: Shotaro Ishinomori
  - Música: Shunsuke Kikuchi
  - Arreglos: Shunsuke Kikuchi
  - Intérprete: Masato Shimon

### Temas de cierre
- Kamen Rider no Uta (仮面ライダーの歌 Kamen Raidā no Uta?, "La canción de Kamen Rider") (Episodios 1-71)
  - Letra: Shotaro Ishinomori
  - Música: Shunsuke Kikuchi
  - Arreglos: Shunsuke Kikuchi
  - Intérprete: Masato Shimon ft. Male Harmony

- Rider Action (ライダーアクション Raidā Akushon?) (Episodios 72-88)
  - Letra: Shotaro Ishinomori
  - Música: Shunsuke Kikuchi
  - Arreglos: Shunsuke Kikuchi
  - Intérprete: Masato Shimon

- Lonely Kamen Rider (ロンリー仮面ライダー Ronrī Kamen Raidā?) (Episodios 89-98)
  - Letra: Mamoru Tanaka
  - Música: Shunsuke Kikuchi
  - Arreglos: Shunsuke Kikuchi
  - Intérprete: Masato Shimon